# Livre d'heures 1855 de Vienne
Le Livre d'heures dites  de Vienne sont un livre d'heures manuscrit enluminé peint à Paris vers 1422-1425 par le Maître de Bedford et actuellement conservé au sein de la Bibliothèque nationale autrichienne sous la cote Cod.1855. 

## Historique
Le manuscrit est sans doute peint entre 1420 et 1425, sans doute en même temps qu'un autre livre d'heures qui lui est très proche : les Heures Lamoignon, destiné à Jeanne de France. Celui de Vienne aurait eu pour commanditaire son frère Charles VII, alors dauphin du roi de France. Ses armes apparaissent sur la miniature illustrant la messe des morts, et plus précisément sur un catafalque, comme c'est l'habitude dans les livres d'heures de l'époque. Cependant cette attribution n'est pas assurée. Le manuscrit est aussi très proche des Heures de Bedford pour lesquelles il a été proposé récemment de les redater des années 1414-1415. Le manuscrit de Vienne pourrait aussi dater de ces années.
Le manuscrit appartient par la suite à Élisabeth d'Autriche (1554-1592), fille de Maximilien II du Saint-Empire et femme de Charles IX. À sa mort, il intègre probablement la bibliothèque du Hofburg à Vienne. Il est saisi par les troupes napoléoniennes en 1809 et rapporté en France, conservé à la bibliothèque impériale comme en témoigne un tampon sur le premier feuillet. Il retourne à Vienne en 1815.  

## Description
Le manuscrit contient 24 miniatures pleines pages, un calendrier entièrement décoré d'illustrations de marges, 42 lettrines historiées et un total de 425 décors de marge. 

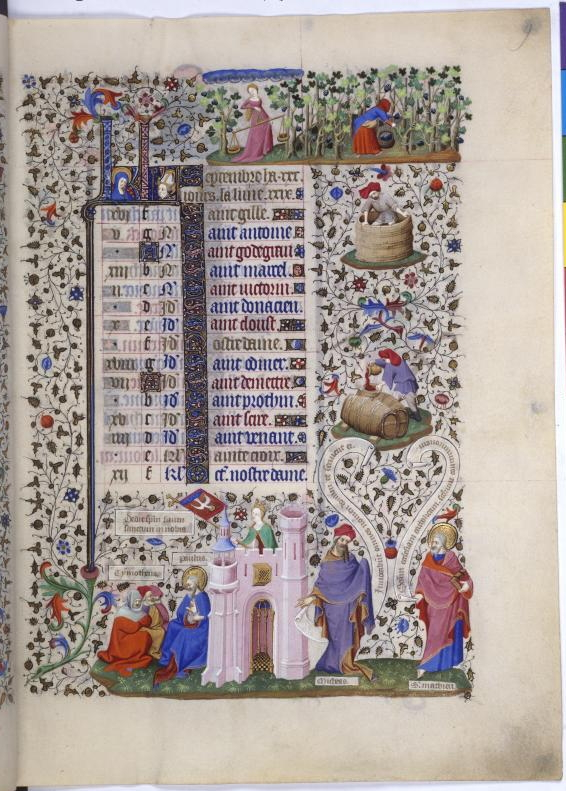
Calendrier, septembre, f.9
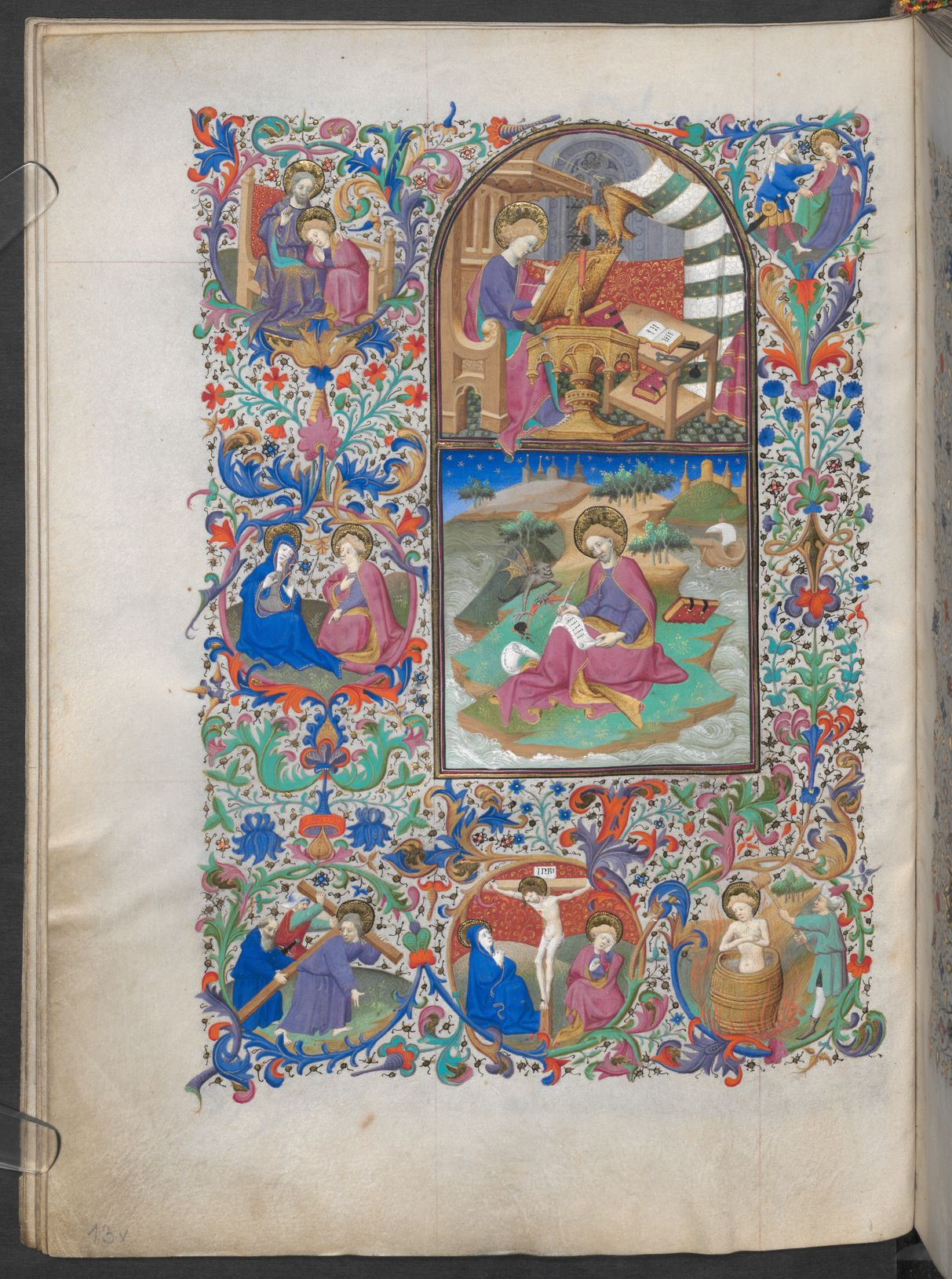
Saint Jean, f.13v.
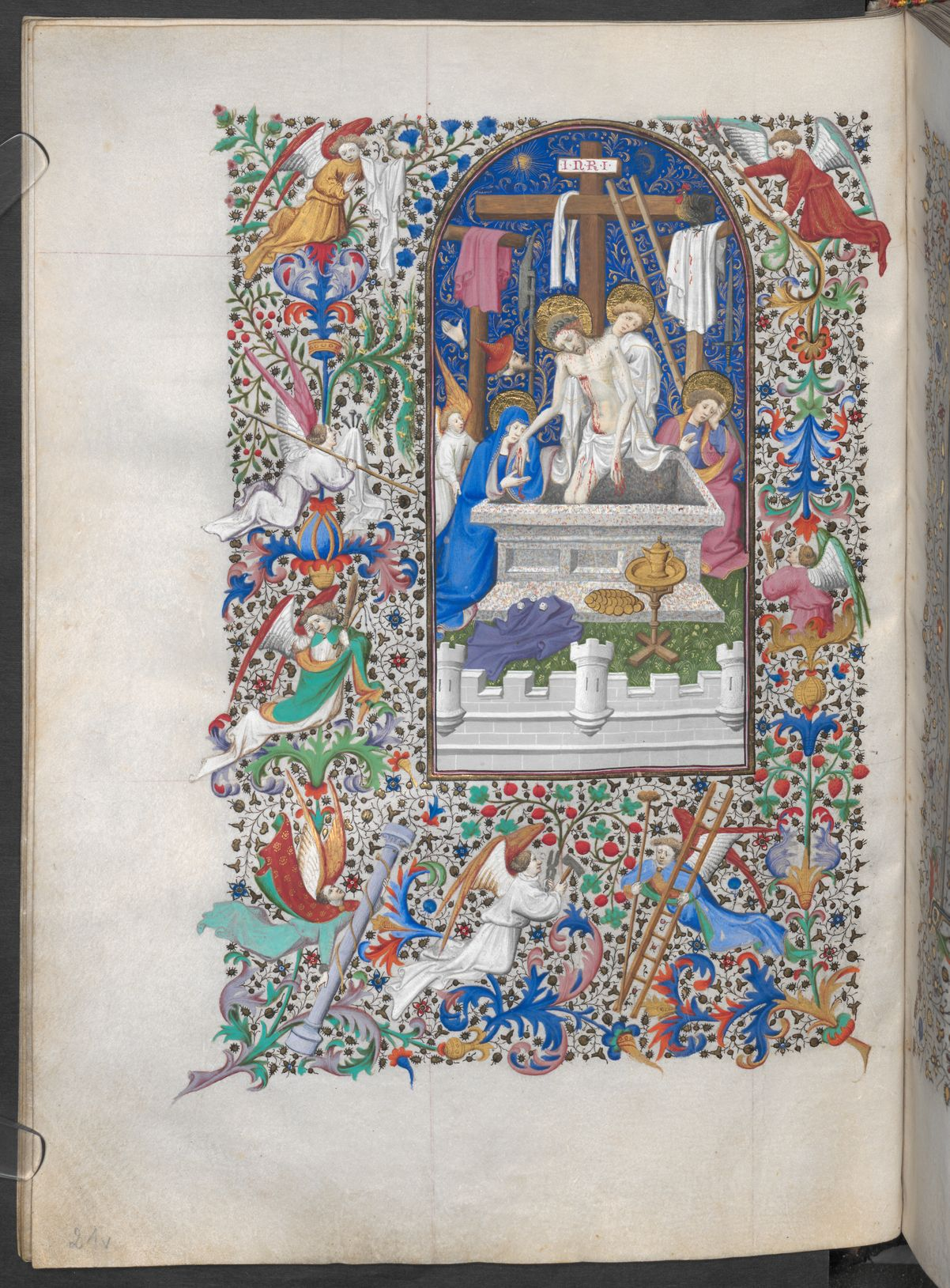
Mise au tombeau, f.21v.
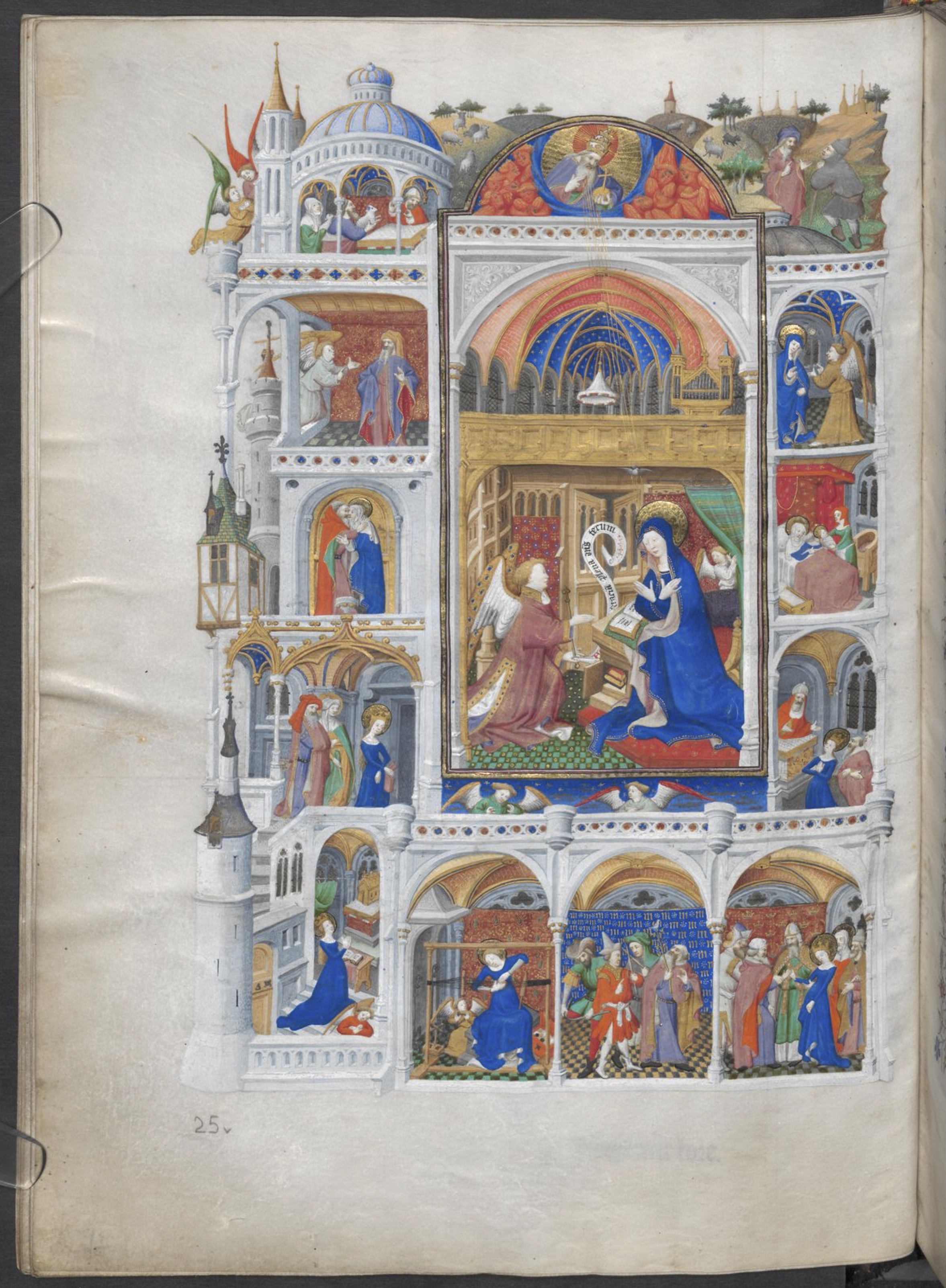
Annonciation, f.25v.